# Utica (Michigan)
Pour les articles homonymes, voir Utica.
La ville d’Utica est située dans le comté de Macomb, dans l’État du Michigan, aux États-Unis. Sa population s’élevait à 4 757 habitants lors du recensement de 2010, estimée à 4 930 habitants en 2016.

## Source
- (en) Cet article est partiellement ou en totalité issu de l’article de Wikipédia en anglais intitulé « Utica, Michigan » (voir la liste des auteurs).